# Cymatura bifasciata
Cymatura bifasciata là một loài bọ cánh cứng thuộc họ Xén tóc. Loài này được Carl Eduard Adolph Gerstaecker mô tả năm 1855. Chúng được phát hiện tại Nam Phi, Mozambique, Zambia, Cộng hoà Dân chủ Congo, Eswatini, Malawi, và Zimbabwe. Thức ăn của loài này là Acacia decurrens.

## Phân loài
- Cymatura bifasciata bifasciata Gerstaecker, 1855
- Cymatura bifasciata reducta Breuning, 1950